# Xã Montgomery, Quận Franklin, Pennsylvania
Xã Montgomery (tiếng Anh: Montgomery Township) là một xã thuộc quận Franklin, tiểu bang Pennsylvania, Hoa Kỳ. Năm 2010, dân số của xã này là 6.116 người.